# Nakahara Nantenbō
Pour les articles homonymes, voir Nakahara.
Nakahara Nantenbō est un nom japonais traditionnel ; le nom de famille (ou le nom d'école), 'Nakahara, précède donc le prénom (ou le nom d'artiste).
Nakahara Nantenbō (中原南天棒), aussi connu sous le nom Tōjū Zenchū et Nantenbō Tōjū, né le 3 avril 1839 – mort le 12 février 1925, est un maître bouddhiste zen japonais. Connu en son temps comme un ardent réformateur, il est aussi un artiste prolifique et accompli. Il produit de nombreux exemples de l'art zen et aide à combler le fossé entre les formes plus anciennes de l'art bouddhique zen et leur prolongement au XXe siècle,.